# 徬徨之刃
《徬徨之刃》（日语：さまよう刃）是日本作家東野圭吾的長篇推理小說於『週刊朝日』連載，2004年「朝日新聞社」集結成單行本，文庫本由「角川書店」出版。
日本改編電影由東映發行，益子昌一導演，寺尾聰主演的電影在2009年上映。韓國亦於2014年翻拍成電影。
2021年由WOWOW電視台再度改編成電視劇，由片山慎三執導，曾於2009年電影版聯合主演的竹野內豐改飾演主角「長峰重樹」。電視劇於台灣由 myVideo 於2021年10月6日上架播出。
本作探討青少年犯罪的社會問題，然而，身為執法者的利刃究竟該指向犯罪的青少年，亦或偏激的受害者家屬？在兩者間陷入苦惱，至於徬徨的執法者，又該如何維持社會正義？

## 出版書籍
| 出版社       | 出版日期      | 格式   | 頁數  | ISBN                   | 譯者   |
| ------------ | ------------- | ------ | ----- | ---------------------- | ------ |
| 朝日新聞社   | 2004年12月    | 單行本 | 361頁 | ISBN 978-4-02-257968-3 | 不適用 |
| 皇冠文化     | 2008年1月31日 | 平裝書 | 320頁 | ISBN 978-957-332-386-0 | 劉珮瑄 |
| 朝鮮 (地區)  | 2008年2月27日 | 平裝書 | 544頁 | ISBN 978-895-883055-9  |        |
| 角川書店     | 2008年5月24日 | 文庫本 | 499頁 | ISBN 978-4-04-371806-1 | 不適用 |
| 南海出版公司 | 2011年1月1日  | 平裝書 | 327頁 | ISBN 978-754-424990-4  | 劉珮瑄 |

## 故事簡介
公司職員長峰重樹的獨生女繪摩遭人姦殺，長峰悲痛欲絕。幾天後，長峰接到一通告密電話，得悉兇手的名字和住所。猶豫之下，長峰決定依照電話所言，前往兇手的住處。潛入無人的屋裡搜查時，長峰發現好幾支錄影帶，裡面竟然記錄著女兒被兩個兇手恣意凌辱的場面。悲憤難抑的長峰，虐殺偶然回到家的其中一名兇手伴崎敦也，並且從臨死的伴崎口中，得知另一名兇手菅野快兒的大概藏匿所在。
毫無犯罪經驗、也無心隱匿的長峰重樹在凶案現場留下大量證據，很快便遭治安單位鎖定。經媒體披露後，引來大眾兩極看法。兩宗命案，兩名兇手在逃，又互為「被害人」。執法之刃該指向誰？又該保護誰？兇手該由誰制裁？怎麼做才是正義？長峰重樹的作為影響其他被害少女的家屬，以及他周遭的人，就連警察的內心也出現徬徨與矛盾，終於招致意想不到的結局。

## 登場人物
長峰 重樹（Nagamine Shigeki）
半導體製造公司的職員，被姦殺少女的父親。
過去曾熱衷於射擊，因長年擔任集成電路的設計而罹患乾眼症，無法繼續參加射擊比賽。雖然治好乾眼症，但是，開始有老花眼。
得知女兒被害的真相後，發誓為女兒報仇。在殺害兇手之一的伴崎敦也，並從他口中得知另一個兇手菅野快兒逃到長野縣某民宿旅館後，帶上以前射擊時使用的雷明登步槍，冒著被通緝的危險追踪菅野，並化名「吉川武雄」入住民宿「Crescent」伺機行動。
長峰 繪摩（Nagamine Ema）
長峰的獨生女，15歲，高中一年級學生。10歲時母親過世，之後一直和父親相依為命。從煙花大會回家的時候，被快兒和敦也襲擊，後因輪姦被殺。
中井 誠（Nakai Makoto）
敦也和快兒的同學，跟他們一起高中輟學後，依然來往密切。因害怕背叛快兒他們遭到報復而把車子借給他們犯案，案發後又被快兒強迫製造不在場證明。因怯於警察的搜查，卻撥打告密電話，供出快兒和敦也兩人。
伴崎 敦也（Tomozaki Atsuya）
只為滿足自己的性慾，進而和快兒熱衷於凌辱女性。犯案後，在回家的時被長峰重樹虐殺，落個罪有應得的下場。
菅野 快兒（Sugano Kaiji）
主犯格的少年，性犯罪的慣犯，侵犯繪摩前已數次犯案。利用氯仿將女事主迷昏後強姦，再將過程拍下，以作為事後威脅的把柄。將凌辱女性一事，當成性慾發洩和尋求刺激的手段。巧妙利用敦也被殺一事和自己的未成年身份，令警察介入，以此避免被報復，其狡猾程度遠超出一般少年人。
織部 孝史（Oribe Takashi）
警視廳捜査一課的刑警。
久塚（Hisatsuka）
警視廳捜査一課的刑警。久塚班班長。
真野（Mano）
老資格的刑警。通称「阿真」。
丹澤 和佳子（Tanzawa Wakako）
因獨生子意外死亡一事，和丈夫祐二離婚，如今和父親共同經營位於長野縣內的民宿「Crescent」。發現入住的客人「吉川武雄」，就是電視上被通緝的長峰重樹，在猶豫是否報警時，最終選擇幫助長峰。

## 電影

### 日本版
2009年10月10日上映，電影版由東映發行，並參選了蒙特利爾世界電影節。DVD於2010年4月21日發售。

#### 主演
- 長峰重樹 - 寺尾聰
- 長峰繪摩 - 伊東遙
- 木島和佳子 - 酒井美紀
- 木島隆明 - 山谷初男

警視廳
- 織部孝史 - 竹野內豐
- 真野信一 - 伊東四朗
- 島田 - 長谷川初範
- 伊藤 - 木下鳳華
- 田中 - 池内萬作

少年犯
- 菅野快兒 - 岡田亮輔
- 伴崎敦也 - 黒田耕平
- 中井誠 - 佐藤貴廣

#### 製作人員
- 原作：東野圭吾「徬徨之刃」（角川文庫刊）
- 編劇、導演：益子昌一
- 企劃：川田直美、梅澤道彥、遠藤茂行
- 製作人：石田基紀、山田兼司、長澤昌子、香月純一
- 製作：平城隆司、中曾根千治
- 原創音樂：川井憲次
- 攝影指導：王敏
- 燈光指導：三善章誉
- 美術：福澤裕二
- 裝飾：柴田博英
- 錄音：山方浩
- 剪接：三條知生
- 音響效果：西村洋一
- 第一副導演：早川貴喜
- 製作擔當：安田邦弘、甲斐路直
- 製作：Onion株式會社 （页面存档备份，存于）
- 出品：電影「徬徨之刃」製作委員會（東映、朝日電視台、Onion株式會社、Toei Video、木下工務店、Avex Entertainment、讀賣新聞、角川書店、ViViA、名古屋電視台、北海道電視台、廣島HOME電視台、九州朝日放送、愛媛朝日電視台、朝日電視台服務）
- 發行：東映

### 韓國版
改編同名電影《徬徨之刃》（韓語：방황하는 칼날）於2014年4月10日上映，由鄭在詠、李聖旻主演。2019年3月於台灣上映，片名改為《私刑制裁》。

### 中國版
改編同名電影《徬徨之刃》，2020年8月完成拍攝，由王千源、齊溪、王景春等人參演，上映日期已定于2024年5月17日。

## 電視劇（2021年）
以『東野圭吾「徬徨之刃」』為題， 於2021年5月15日起於WOWOW Prime『連續電視劇W』逢週六播出全6集。由竹野内豐主演。
台灣OTT由LiTV 線上影視全劇上架。

### 海外播出平台
| 國家 | 播出日期 | 平台    |
| ---- | -------- | ------- |
| 台灣 | 12月17日 | myVideo |

### 主演
- 長峰重樹 - 竹野内豐
- 長峰繪摩 - 河合優實
- 織部孝史 - 三浦貴大
- 久塚耕三 - 國村隼
- 菅野快兒 - 市川理矩
- 伴崎敦也 - 名村辰
- 中井誠 - 井上瑞稀（HiHi Jets / Johnnys Jr.）
- 木島和佳子 - 石田百合子
- 木島隆明 - 本田博太郎
- 小田切ゆかり - 瀧内公美

### 工作人員
- 原作：東野圭吾
- 導演：片山慎三
- 編劇：吉田紀子
- 音樂：高位妃楊子
- 監製：井上衛、渡邉浩仁
- 製作協力：AX-ON
- 出品：WOWOW

## 外部連結
影劇
- （日語）kadokawa.co.jp （页面存档备份，存于）
- （日語）彷徨之刃 WOWOW電視劇官方網站 （页面存档备份，存于）
- 互联网电影数据库（IMDb）上《さまよう刃》的资料（英文）
- （英文）AsianWiki:The Hovering Blade （页面存档备份，存于）
- . （duam）.
- . （Netflix）.
- 互联网电影数据库（IMDb）上《방황하는 칼날》的资料（英文）